# La bona esposa
La bona esposa (títol original en anglès, The Wife) és una pel·lícula estatunidenco-britànico-sueca dirigida per Björn Runge, estrenada l'any 2017. S'ha subtitulat al català.

## Argument
Joan Castleman (Glenn Close) és una bona esposa, de bellesa madura i natural, la dona perfecta. Però la veritat és que porta quaranta anys sacrificant els seus somnis i ambicions per mantenir viva la flama del seu matrimoni amb el seu marit, Joe Castleman (Jonathan Pryce). Però Joan ha arribat al seu límit.
Quan Joseph Castelman, assoleix el premi Nobel de literatura, molts secrets sobre la influència de la seva dona, Joan, sobre la seva obra sortiran a la llum.

## Repartiment
- Glenn Close: Joan Castleman
- Jonathan Pryce: Joseph « Joe » Castleman
- Max Irons: David Castleman
- Christian Slater: Nathaniel Bone
- Harry Lloyd: Joseph "Joe" Castleman, de jove
- Annie Starke: Joan Castleman, de jove
- Elizabeth McGovern: Elaine Mozell
- Johan Widerberg: Walter Bark
- Karin Franz Körlof: Linnea
- Richard Cordery: Hal Bowman
- Morgane Polanski: Smithie Girl Lorraine

## Premis
- 76a cerimònia dels Globus d'Or 2019
  - Globus d'Or a la millor actriu dramàtica per Glenn_Close

## Crítica
- "Una interpretació extraordinària eleva a una pel·lícula corrent (...) La direcció [de Runge] és neta i acurada, però poc imaginativa"[5]

- "La poderosa actuació de Close és el que l'eleva a un altre nivell (...) No pots apartar la mirada d'ella (...) Puntuació: ★★★★ (sobre 5)"[6]

- "Glenn Close està excel·lent (...) L'obra té un toc convencional seriós i endormiscat (...) Gràcies a l'actuació de Close ens interessa Joan"[7]

- "Un drama intel·ligent que es desenvolupa amb substància i suspens"[3]